# Cyklen (dokumentarfilm)
Cyklen er en dansk dokumentarfilm fra 1980 instrueret af Claus Bering efter eget manuskript.

## Handling
I filmens indledning beskriver Claus Bering de mange glæder og fordele ved at cykle: "Cyklen er så simpel en maskine, at enhver kan lære sig at reparere den – skille den ad og samle den igen. At kunne det giver tryghed – og uden at kunne det får man aldrig den rigtige cykelglæde – derfor handler resten af denne beretning om cyklen som maskine." Filmen går i detaljer og rummer også råd, hvis man fejler som amatørcykelsmed: "Skulle det endelig gå i fisk for dig – så kan du jo altid putte delene i en plastpose og bære dem hen til cykelsmeden og bede ham om at hjælpe dig."